# Manželem náhodou (Jírovec)
Manželem náhodou (v německém originále Der Gemahl von ungefähr) je opera (komický singspiel) o jednom dějství českého skladatele Vojtěcha Jírovce na libreto upravené neznámým autorem ze stejnojmenného libreta francouzského dramatika Eugèna de Planarda. Premiéru opery uvedlo 26. září 1816 vídeňské Divadlo u Korutanské brány (Theater am Kärntnertor).

## Vznik, charakteristika a historie
Opera ve formě zpěvohry (singspielu) Manželem náhodou je jednou z četných drobných prací, které napsal Vojtěch Jírovec v době svého působení jako kapelník dvorních divadel ve Vídni. Za námět posloužila stejnojmenná francouzská opera (Le Mari de circonstance, k níž napsal libreto významný dramatika libretista přelomu 18. a 19. století François-Antoine-Eugène de Planard (1783–1853) a původní hudbu napsal skladatel Charles-Henri Plantade. Jejich verze měla premiéru 18. března 1813 v pařížském divadle Théâtre Impérial de l'Opéra-Comique. 
Upravovatel předlohy zůstal anonymní. Téhož roku vyšla tiskem úprava na dvouaktovou veselohru od Johanna Wenzela Lemberta (vl. jm. Václava Tremlera), ale vztah s libretem není přímý – nese totožný název (Der Gemahl von ugnefähr), avšak například jména postav jsou odlišná.

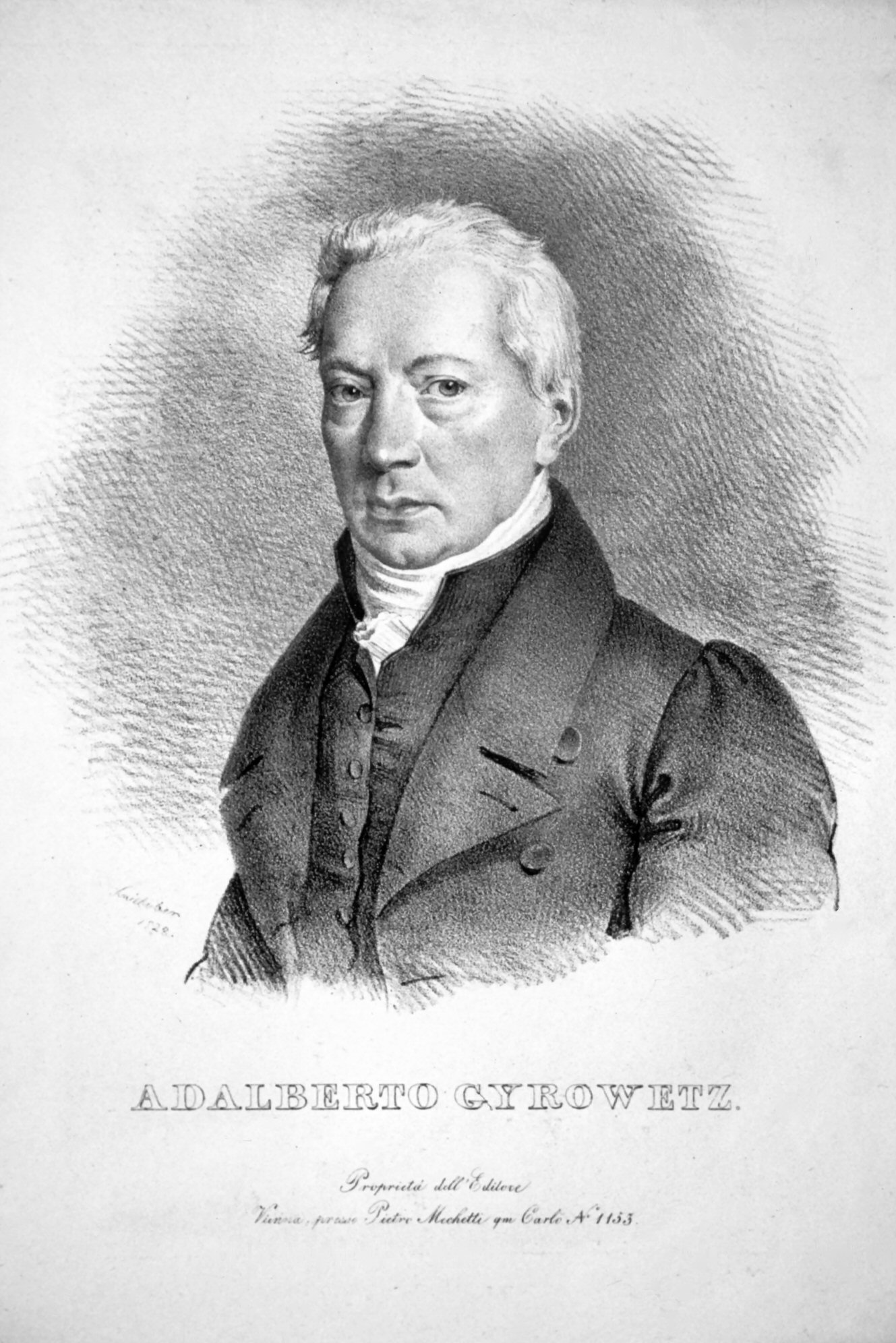
Vojtěch Jírovec, litografie Josefa Kriehubera z roku 1828

Podle referátů z tisku nezískala tato drobnost přízeň obecenstva ani kritiky. Odborný časopis Allgemeine musikalische Zeitung referoval: „Dne 26. září byla dávána nová opereta s hudbou pana kapelníka Jírovce: Manželem náhodou, která sklidila jen prostřední ovace. Obecně je považována za jednu z nejslabších prací tohoto oblíbeného skladatele.“ Vídeňský Theater-Zeitung viděl hlavní příčinu již v námětu: „Naprosto běžná francouzská zápletka, která ve velmi fádním zpracování vůbec nezapůsobila. S trochu živějším dialogem a nějakými vtipy by se snad dala zachránit, ale překladatel neudělal vůbec nic a zdá se nám celkově nepříliš způsobilým k úspěšnému přesazování cizích kvítek do naší půdy. Mělkost a rozvláčnost látky působila nepříznivě na hudbu, zpěváky i obecenstvo. Z galerie zaznělo něco pískotu, a opera byla v posledním tažení. […] O skladbě pana Jírovce platí: nedosahuje sice úrovně jeho jiných děl, musela vzniknout velmi zběžně, ale přesto si zasloužila lepší osud, než jí připravil mdlý námět.“ Časopis Der Sammler o této zpěvohře informuje lakonicky: „nelíbila se“.
Manželem náhodou byla jedna z nejméně úspěšných Jírovcových prací. Hrála se v Divadle u Korutanské brány jen třikrát (26. a 27. září a 7. října 1816) a jiná divadla ji neuvedla.

## Osoby a první obsazení
| osoba                        | hlasový obor | premiéra (26. září 1816)          |
| ---------------------------- | ------------ | --------------------------------- |
| Svobodný pán von Dahlen      | bas          | Carl Friedrich Clemens Weinmüller |
| Sophie, jeho neteř           | soprán       | Anna („Nanette“) Bondra           |
| Pan von Walter, jeho synovec | tenor        | Viktor Rosenfeld                  |
| Pan von Frohberg             | …            | Töpfer                            |
| Dubois, hofmistr             | tenor        | Joseph Caché                      |
| Bastian, zahradník           | tenor        | Joseph Gottdank                   |
| Dirigent: Vojtěch Jírovec    |              |                                   |

## Děj opery
(Odehrává se na venkovském sídle svobodného pana von Dahlena. Jeviště představuje zahradu s mřížovou branou a domkem zahradníka.)
Na zámku u Paříže žije baron von Dahlen se svou neteří Sophií. Sophiina rodina dříve žila v Americe a dívka byla v raném věku provdána. Její muž zanedlouho zahynul při ztroskotání lodi, když předtím stačil zlomit Sophiino srdce a promrhat její jmění. Dahlen je zapleten do dlouhého soudního sporu s panem von Frohbergem, který mu nabídl smír, pokud se Sophie provdá za jeho syna. Sophie svolila a ženich je očekáván v příštích dnech, jenže mezitím se k Dahlenovi přistěhoval jeho synovec pan von Walter a se Sophií se do sebe zamilovali. Sophie se snaží se smluveného sňatku vyvléci, ale Dahlen o tom nechce slyšet. Sophie si o samotě stýská a přiznává se ke své dosud neprojevené lásce k Walterovi.

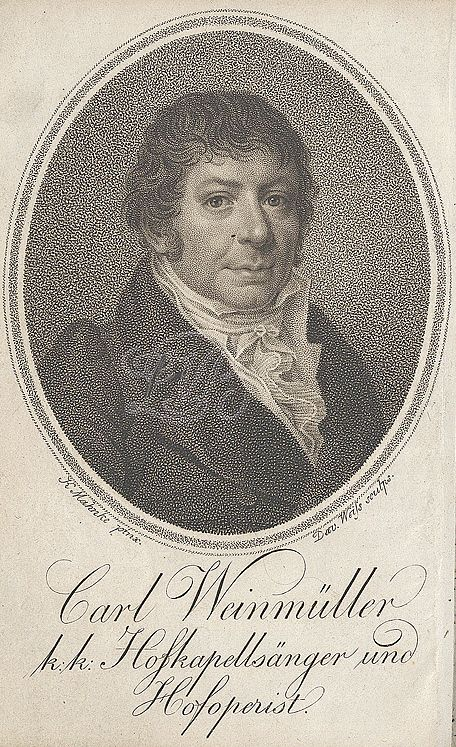
Zpěvák Carl Weinmüller hrál v opeře Manželem náhodou barona von Dahlena

Walter přichází s Dahlenovým mazaným hofmistrem Duboisem a vypráví Sophii, že vymysleli trik: objednali z města nějakého muže, aby se vydával za zachráněného Sophiina manžela. Pak bude muset strýc její sňatek s Frohbergem odvolat. Sophie se nejprve zdráhá podílet na tomto podvodu, ale nakonec se nechá přemluvit.
Dahlen přichází a radí se s Duboisem. Dostal totiž dopis od údajného Sophiina manžela, ve kterém mu oznamuje, že si přijede vyzvednout svou ženu. Dahlen má podezření na nějaké spiknutí, do něhož je Sophie zapletena, ale Duboisovi důvěřuje. A protože Dubois skutečného Sophiina muže znal, slibuje dát Dahlenovi příslušné znamení, jakmile se muž objeví. O samotě si hofmistr libuje ve svém intrikánském umění. Jenže jejich jeho smlouvání s milenci zaslechl zahradník Bastian a nechá si od Duboise za mlčení zaplatit.
Poštovním dostavníkem přijíždí – dříve, než byl čekán – mladý pan von Frohberg, energický a duchaplný důstojník. Bastian ho má za falešného manžela paní Sophie, ale Frohberg ho vyvede z omylu a navíc si dá od zahradníka za peněžitou odměnu vysvětlit celou intriku. Rozhodne se jí využít a vydávat se za falešného manžela, aby okouknul svou nastávající a její rodinu. Bastian ho přivede k Dahlenovi a Dubois i Sophie potvrzují jeho totožnost jako ztraceného manžela. Ten tvrdí, že strávil roky v zajetí a že ho tento zážitek napravil; ihned se má důvěrně ke své údajné choti (k Walterovu vzteku) a Dahlena si nakloní lichotkami a předstíráním sdílených zálib. Celá scéna je z hlediska spiklenců velkým úspěchem. A zahradník si zatím mne ruce nad tím, že má navrch nad povýšeným hofmistrem.
Dubois poté vyhledá Frohberga, považuje ho za najatého podvodníka. Nařizuje mu, aby se vrátil domů; cíle bylo dosaženo, Dahlen právě píše Frohbergovi staršímu dopis odvolávající sňatek. Ale Frohberg, aniž by se prozradil, Duboisových pokynů nedbá a vyprošuje si, aby si k němu dovoloval důvěrnosti. Dubois musí přemýšlet, co teď, a Bastian se zatím u brány rychle zbaví skutečného falešného manžela, jen co se objeví…
I Walter a Sophie přicházejí za Frohbergem. Walter se ho snaží poněkud hrubě přesvědčit, aby zmizel, ale Frohberg neustoupí. Naopak si stranou postěžuje Dahlenovi, že se jeho synovec chová k Sophii příliš důvěrně, a Dahlen supícího Waltera odvádí. Sophie Frohberga znovu prosí, aby odešel, ale ten jí prozrazuje, že není nájemný podvodník… nýbrž její tajný ctitel. Klesá jí k nohám s přehnaným vyznáním lásky, pozorován zuřícím Walterem a potěšeným Dahlenem.
Dubois přivolal pro falešného manžela drožku, aby ho odvezla, ale ten je ochoten odjet jen se svou zákonitou manželkou. Walter to nevydrží a přiznává Dahlenovi, že se ho pokoušeli oklamat; i Dubois se doznává k autorství lsti a ospravedlňuje se náklonností k mladému páru. Nyní se i Frohberg konečně nechává poznat. Vzdává se nároků na Sophii a o výsledek sporu si rád s Dahlenem zahraje v karty. Všichni jsou nakonec spokojeni, i Dubois, který skřípe zuby, že byl přelstěn, ale alespoň se vyhnul trestu. V lásce stejně jako ve válce jsou lsti a léčky povoleny.